# Crotalus polystictus
Crotalus polystictus este o specie de șerpi din genul Crotalus, familia Viperidae, descrisă de Cope 1865. A fost clasificată de IUCN ca specie cu risc scăzut. Conform Catalogue of Life specia Crotalus polystictus nu are subspecii cunoscute.